# Рошієнь (Долж)
Рошієнь, Рошієні (рум. Roșieni) — село у повіті Долж в Румунії. Входить до складу комуни Бряста.
Село розташоване на відстані 192 км на захід від Бухареста, 10 км на захід від Крайови.

## Населення
За даними перепису населення 2002 року у селі проживали 194 особи, усі — румуни. Усі жителі села рідною мовою назвали румунську.